# سحر زكريا
سحر زكريا (بالفارسية: سحر زکریا) من مواليد 19 كانون الأول/ديسمبر 1973، هي ممثلة تلفزيون وممثلة سينمائية إيرانية.
وُلدت زكريا في آراك بإيران. حققت الشهرة عقب تجسيدها لعددٍ من الأدوار في مجموعة من الأفلام المختلفة خاصة عنما عملت رفقة مهران مديري. بشكل عام ظهرت سحر في بعض الأفلام والمسلسلات المهمة داخل إيران ومن هناك حقّقت شهرتها.

## المسيرة المهنية
ظهرت سحر لأول مرة عام 1995 حيث لعبت دورا ثانويا في سلسلة بعنوان تحت الحماية، ومن هناك اقتحمت عالم التمثيل في إيران وصارت ممثلة أدوار رئيسية. سُرعان ما صنعت سحر لنفسها اسما داخل الساحة التلفزيونية والسنمائية الإيرانية خاصة بعد فيلم رجل مصنوع من الزجاج الذي صَدر سنة 1998. ظهرت سحر بعد ذلك في العديد من الأفلام؛ معظهم حصلت فيهم على دور البطولة أو على الأقل دوراً رئيسياً بما في ذلك فيلم الأولاد من ضوء القمر الذي صدر عام 2002، ثم فيلم المرأة الثانية لعام 2007 وأسرار والدي عام 2009 وأخيرا وليس آخرا فيلم الرجال من المريخ والنساء من الزهرة الصادر عام 2010 والمُتبس من رواية بنفس العنوان. شاركت سحر زكريا أيضا في مجموعة من المسلسلات بما في ذلك دورها في مسلسل السير عام 2002 ثم مسلسل القهوة المرة سنة 2009 ومسلسل الملياردير لعام 2012 قبل أنه تُشارك في عامي 2014-15 في مسلسل حشيش.

## قائمة أفلامها
| قائمة أفلام سحر زكريا              | قائمة أفلام سحر زكريا | قائمة أفلام سحر زكريا                     |
| الفيلم                             | سنة الإصدار           | ملاحظات                                   |
| ---------------------------------- | --------------------- | ----------------------------------------- |
| 1995                               | تحت الحماية           |                                           |
| رجل مصنوع من الزجاج                | 1998                  |                                           |
| الأولاد من ضوء القمر               | 2002                  |                                           |
| المرأة الثانية                     | 2007                  |                                           |
| أسرار والدي                        | 2009                  |                                           |
| الرجال من المريخ والنساء من الزهرة | 2010                  | فيلم إيراني مُقتبس من رواية تحمل نفس الاسم |
| قائمة مسلسلات سحر زكريا            |                       |                                           |
| المسلسل                            | سنة الإصدار           | ملاحظات                                   |
| السير                              | 2002                  |                                           |
| القهوة المرة                       | 2009                  | أول دور رئيسس للممثلة في فئة المسلسلات    |
| الملياردير                         | 2012                  |                                           |
| حشيش                               | 2014-15               |                                           |

## روابط خارجية
- سحر زكريا على موقع IMDb (الإنجليزية)
- سحر زكريا على موقع قاعدة بيانات الفيلم (الإنجليزية)